# Arie Versluis
Arie Versluis (Leerbroek, 8 april 1979) is predikant binnen de Christelijke Gereformeerde Kerken en hoogleraar Oude Testament aan de Theologische Universiteit Apeldoorn (TUA). 
Voor zijn benoeming aan de TUA was Versluis gemeentepredikant binnen de Christelijke Gereformeerde Kerken. In deze periode was hij ook als geassocieerd onderzoeker verbonden aan het gezamenlijke onderzoeksprogramma BEST (Biblical Exegesis and Systematic Theology) van de Theologische Universiteit Apeldoorn en de Theologische Universiteit Utrecht. Achtereenvolgens diende hij de gemeenten van Nieuweroord/Nieuw-Balinge (2006-2012 (in deeltijd (50%), in dezelfde tijd deeltijd Assistent in opleiding aan de TUA)), Ouderkerk aan de Amstel (2012-2018) en Ede (2018-2022). In 2012 promoveerde Versluis bij prof. dr. Eric Peels op een studie met de titel ‘Geen verbond, geen genade. Analyse en evaluatie van het gebod om de Kanaänieten uit te roeien (Deuteronomium 7).’
Vanaf november 2022 was Versluis universitair hoofddocent Oude Testament aan de Theologische Universiteit Apeldoorn. Sinds 1 maart 2024 is hij hoogleraar Oude Testament aan deze universiteit. Hij is in deze functie de opvolger van prof. dr. Eric Peels. Daarnaast is hij opleidingscoördinator van de master Herbronning Gereformeerde Theologie (HGT) die de TUA aanbiedt naast de predikantsmaster. Daarnaast participeert Versluis als senior onderzoeker in het gezamenlijke onderzoeksprogramma BEST. 

## Belangrijkste publicaties
- Geen verbond, geen genade. Analyse en evaluatie van het gebod om de Kanaänieten uit te roeien (Deuteronomium 7) (Zoetermeer: Boekencentrum Academic, 2012)
- Religieus gemotiveerd geweld. Over een ongemakkelijke waarheid, Guido-lezing (Rotterdam: Guido de Brès-stichting, 2015)
- The Command to Exterminate the Canaanites: Deuteronomy 7, [=Old Testament Studies 71] (Leiden: Brill, 2017)

- Bibsys: 1492758307345
- Bibliothèque nationale de France: cb17143564g (data)
- Gemeinsame Normdatei: 1028399731
- International Standard Name Identifier: 0000 0003 9239 9399
- Library of Congress Control Number: n2016067660
- Nationale Bibliotheek van Israël: 987007337152005171
- Nederlandse Thesaurus van Auteursnamen: 343048507
- Système universitaire de documentation: 199505632
- Virtual International Authority File: 286401587